# 密花核果木
密花核果木（学名：Drypetes congestifolia）为大戟科核果木属下的一个种。

## 扩展阅读
- 維基物種上的相關：密花核果木